# Paul Brannigan

Paul Brannigan in La parte degli angeli (2012)

Paul Brannigan (Glasgow, 14 settembre 1986) è un attore scozzese.

## Biografia
Nato a Glasgow, in Scozia, e cresciuto a Barrowfield, Brannigan ha vissuto gran parte della giovinezza tra la violenza delle bande e la piccola criminalità. Membro di una gang di Glasgow, Brannigan ha scontato la pena in un istituto per giovani delinquenti. Beannigan è noto principalmente per aver interpretato i ruoli di Gareth O'Connor nella soap opera scozzese River City e di Robbie nel film La parte degli angeli (The Angels' Share) di Ken Loach. Vive con la sua fidanzata, Sheree Coutts, e il loro figlio Leo. Suo cugino Kevin Brannigan, anche lui cresciuto a Barrowfield, è una drag queen.

## Filmografia

### Cinema
- La parte degli angeli (The Angels' Share), regia di Ken Loach (2012)
- Sunshine on Leith, regia di Dexter Fletcher (2013)
- Under the Skin, regia di Jonathan Glazer (2013)
- Beyond, regia di Joseph Baker e Tom Large (2014)
- Scottish Mussel, regia di Talulah Riley (2015)
- Edie, regia di Simon Hunter (2017)
- Roads, regia di Sebastian Schipper (2019)

### Televisione
- River City - serie TV (2012-2013)
- Love/Hate - serie TV (2014)
- The Nest - serie TV (2020)

## Doppiatori italiani
- Nanni Baldini in La parte degli angeli, Under the Skin